# HD 8921
HD 8921，又名BD-11 272，SAO 147819、HR 425，是一颗恒星，视星等为6.13，位于銀經152.44，銀緯-71.66，其B1900.0坐标为赤經1h 22m 47.5s，赤緯-11° -71.66′ 15″。